# پسوند نام اسلاوی
پسوند نام اسلاوی روشی متداول برای ساختن نام‌های پدری، نام خانوادگی و نام حیوانات خانگی در زبان‌های اسلاو است. بسیاری از نام‌های خانوادگی اسلاوی، بیشتر، با افزودن پسوندهای ملکی و دیگر به نام‌ها و کلمات دیگر شکل می‌گیرند. اکثر نام‌های خانوادگی اسلاو دارای پسوندهایی هستند که در درجات مختلف در ملل مختلف یافت می‌شوند. برخی از نام‌های خانوادگی از جمله نام‌هایی که منشأ غیر اسلاوی دارند، به این شکل تشکیل نمی‌شوند. آنها همچنین در آمریکای شمالی، آرژانتین و استرالیا دیده می‌شوند.
نمونه‌ای که از یک پیشه استفاده می‌کند کواچ، کووال یا کوال است که به معنای آهنگر است. این ریشه نام‌های کواچویچ، کواچیچ، کوالسکی، کوالچوک، کوالچیک، کواچف، کووالنکو، کووالیوف و کووالف است. همه به معنای «از نسل آهنگر» است.
نامیدن Petr , Petro یا Petar (معادل Peter) می‌تواند به Petrov , Petriv , Petriw , Petrenko , Petrovsky , Petrović، Petrić، Petrič، Petrich و غیره تبدیل شود. همه به معنای "نوادگان پیتر" هستند. این شبیه به استفاده از "-son" یا "-sen" در زبان‌های آلمانی است.
در زبان‌های اسلاوی شرقی اوکراینی، بلاروسی، روسی و همین سیستم پسوند نام می‌تواند برای بیان چندین معانی استفاده شود. یکی از رایج‌ترین آنها نام پدر است. به جای نام ثانویه «وسط»، افراد خود را با نام و نام خانوادگی و نام خانوادگی خود می‌شناسند، نامی که بر اساس نام پدرشان است. اگر مردی نام کامل خود را بوریس ولادیمیرویچ کوزنتسوف می‌دهد، پس نام پدرش باید ولادیمیر بوده باشد. ولادیمیرویچ در لغت به معنای «پسر ولادیمیر» است.
به‌طور مشابه، پسوندهای زیادی را می‌توان برای بیان محبت یا غیررسمی بودن (در زبان‌شناسی، به آن کوچک کننده می‌گویند) الصاق کرد. به عنوان مثال، صدا زدن پسری به نام ایوان " ایوانکو "، " ایوو "، " ایویکا " و غیره، یا یوری "یورکو"، بیانگر این است که او برای شما آشناست. این همان اطلاق رابرت به عنوان «راب»، «باب» و «بابی» است. یا ویلیام به عنوان «بیل»، «ویل» و «ویلی».